# ジェイン・ワイズナー
ジェイン・ワイズナー（Jayne Wisener、1987年5月19日 - ）は、北アイルランドの女優、歌手。映画『スウィーニー・トッド フリート街の悪魔の理髪師』のジョアンナ・バーカー役で知られる。